# Emmanuel Herzet
 (mai 2023).
Emmanuel Herzet, né le 24 octobre 1973 à Frameries (province de Hainaut), est un scénariste de bande dessinée belge. 

## Biographie
Emmanuel Herzet naît le 24 octobre 1973 à Frameries. 
Passionné par l’histoire qu'il enseigne par ailleurs à l'institut Saint-Berthuin de Malonne ainsi que le français, il se lance dans l’écriture de scénarios, après que Le Lombard lui ait présenté Piotrek Kowalski en 2004. 
Il écrit sa première série de bande dessinée La Branche Lincoln, un quadriptyque qui s'échelonne de 2006 à 2009 publié dans la collection « Polyptyque » pour cet éditeur.
Il enchaîne avec des séries contemporaines Narcos (2010-2013), Centaures avec le dessinateur Éric Loutte (2011-2020) et la série dérivée d'Alpha : Alpha, premières armes avec le dessinateur Éric Loutte puis Alain Queireix. Quant à la série mère, il reprend le flambeau du scénario à la suite de Pascal Renard, Mythic et Iouri Jigounov à partir du quatorzième tome intitulé : Dominos. La série compte 17 titres en 2022.
Il s'attaque au genre de cape et d'épée avec la série Duelliste (2012-2017) et puis il revisite la mythologie grecque avec Les Prométhéens avec Henscher pour le dessinateur Rafa Sandoval (2015-2017).
Avec Le Chant du cygne — un récit d'aventure se déroulant pendant la Première Guerre mondiale —,, écrit avec Xavier Dorison et mis en image par Cédric Babouche, il entre avec ce diptyque dans la collection « Signé » aux éditions Le Lombard (2014-2016). Le triptyque La Cagoule, un fascisme à la française coécrit  avec Vincent Brugeas pour Damour paraît dans la collection « 24X32 » aux éditions Glénat (2019-2020).
La geste du shérif de Nottingham, est écrite avec Vincent Brugeas pour le dessinateur Benoît Dellac aux éditions Le Lombard (3 tomes, 2021-2022).
En 2023, il commence une série Section de recherches pour le dessinateur Gerardo Balsa dont le premier tome Le Loup de Nancy est publié par Zéphyr Éditions. En 2023, il contribue au Tintin numéro spécial 77 ans. Il sort le second tome Les Promesses que nous tenons en 2025.
Par ailleurs, Emmanuel Herzet est musicien, il joue de la guitare dans le groupe pop rock Main Fuse qu’il a créé avec Éric Beaujean en 2003.

## Œuvres

### Albums de bande dessinée

#### La Cagoule, un fascisme à la française
- 1. Bouc émissaire[43],[44], Glénat, coll. « 24X32 », Grenoble, 9 octobre 2019
Scénario : Emmanuel Herzet, Vincent Brugeas - Dessin : Sébastien Damour - Couleurs : Scarlett Smulkowski -  (ISBN 978-2-344-02340-2)
- 2. La Patience de l'araignée[45], Glénat, coll. « 24X32 », Grenoble, 22 janvier 2020
Scénario : Emmanuel Herzet, Vincent Brugeas - Dessin : Sébastien Damour - Couleurs : Scarlett Smulkowski -  (ISBN 978-2-344-02884-1)
- 3. La Charge du sanglier[46], Glénat, coll. « 24X32 », Grenoble, 10 juin 2020
Scénario : Emmanuel Herzet, Vincent Brugeas - Dessin : Sébastien Damour - Couleurs : Scarlett Smulkowski -  (ISBN 978-2-344-02885-8)

#### Nottingham
- 1. La Rançon du roi[8],[2],[47],[48], Le Lombard, Bruxelles, 22 janvier 2021
Scénario : Emmanuel Herzet, Vincent Brugeas - Dessin : Benoît Dellac - Couleurs : Denis Béchu -  (ISBN 978-2-8036-8035-1)
- 2. La Traque[49], Le Lombard, Bruxelles, 28 janvier 2022
Scénario : Emmanuel Herzet, Vincent Brugeas - Dessin : Benoît Dellac - Couleurs : Denis Béchu -  (ISBN 978-2-8082-0001-1)
- 3. Robin[50], Le Lombard, Bruxelles, 14 octobre 2022
Scénario : Emmanuel Herzet, Vincent Brugeas - Dessin : Benoît Dellac - Couleurs : Denis Béchu -  (ISBN 978-2-8082-0359-3)

#### Section de recherches
- 1. Le Loup de Nancy[9],[51],[52],[53], Zéphyr Éditions, Paris, 27 janvier 2023
Scénario : Emmanuel Herzet - Dessin et couleurs : Gerardo Balsa -  (ISBN 9782361183233)
- 2. Les Promesses que nous tenons[11],[54], Zéphyr Éditions, Paris, 28 mars 2025
Scénario : Emmanuel Herzet - Dessin et couleurs : Gerardo Balsa -  (ISBN 9782361183622)

### Collectifs
- Numéro spécial 77 ans - L'hommage des auteurs et autrices d'aujourd'hui aux personnages mythiques du journal Tintin, Éditions Moulinsart-Le Lombard, Bruxelles, 8 septembre 2023
Scénario : collectif dont Emmanuel Herzet - Dessin : collectif - Couleurs : quadrichromie -  (ISBN 2-85815-201-2)

#### Livres
- Philippe Mellot, Michel Denni, Laurent Turpin et Isabelle Morzadec, Trésors de la bande dessinée : BDM 2025-2026 - Catalogue encyclopédique et Argus, Paris, Les Arènes, novembre 2024, 24e éd., 1839 p., ill. ; 23 cm (ISBN 979-10-37512-61-1, OCLC 1478218824, présentation en ligne), p. 53, 234, 464, 985, 1009, 1145, 1265, 1598.

#### Périodiques
- Emmanuel Herzet et Rafa Sandoval (interviewés par Damien Perez), « Case à case : Les dieux au charbon - Entretien avec Emmanuel Herzet et Rafa Sandoval », Casemate, no 77,‎ janvier-février 2015.
- Philippe Peter, « La Cagoule, t. 1 : le fascisme à la française », dBD, no 137,‎ octobre 2019, p. 89.
- « Nottingham : quand le shériff devient Robin des Bois », Casemate, no 141,‎ décembre 2020, p. 74-79.

#### Articles
- Emmanuel Herzet (interviewé par Manuel F. Picaud), « Entretien avec Emmanuel Herzet », Auracan,‎ 4 mars 2010 (lire en ligne, consulté le 24 mai 2023).
- Emmanuel Herzet et Éric Loutte (interviewés par Manuel F. Picaud), « Entretien avec Emmanuel Herzet et Éric Loutte », Auracan,‎ 4 mars 2010 (lire en ligne, consulté le 23 février 2023).
- Emmanuel Herzet (interviewé par Christian Missia Dio), « Emmanuel Herzet ("Duelliste") : "Au départ, Masao n’était pas prévu au casting." », ActuaBD,‎ 23 novembre 2012 (lire en ligne, consulté le 25 mai 2023)
- Emmanuel Herzet et Henscher (interviewés par Alexis Seny), « Herzet et Henscher : « Les dieux de l’Olympe? Un casting de fou, des supers-pouvoirs et une planète comme terrain de jeu, le tout libre de droit! » Itw + Concours », Branchés culture,‎ 10 décembre 2015 (lire en ligne, consulté le 24 mai 2023).
- Emmanuel Herzet et Vincent Brugeas (interviewés), « Nottingham - Les secrets d'écriture de Vincent Brugeas et Emmanuel Herzet », ActuSF,‎ 29 mars 2021 (lire en ligne, consulté le 24 mai 2023).